# Cão da Serra de Aires
Il cão da Serra de Aires è una razza canina di origine portoghese riconosciuta dalla FCI (standard n. 93, Gruppo 1, Sezione 1).

## Storia
Le teorie sulle origini del cão da Serra de Aires nono sono poche: la teoria più sostenuta è quella secondo la quale discenda dal pastore di Brie che furono portati in Portogallo dal conte Castro Guimaraes. Questa ipotesi si svela però priva di fondamento: infatti alcuni studi hanno portato a pensare che la razza derivi dal pastore catalano, viste le somiglianze morfologiche tra le due razze. L'importazione del pastore catalano in Portogallo risale addirittura ai romani. Nel 1957 iniziarono a essere esposti i primi esemplari. La data è precisa grazie al fatto che i campioni di bellezza di questa razza non esistevano fino ad allora. Da quel giorno si diffusero sia in Portogallo che in tutta Europa.

## Descrizione
La coda è attaccata alta. Sottile sin alla base. Finisce a punta e tocca il garretto. In riposo ricade tra le natiche. Più o meno arcuata o leggermente ricurva. In movimento si solleva attorcigliandosi un po'. I colori ammessi sono il giallo, marrone, fulvo fino al rosso, grigio più o meno chiazzato di rosso fuoco; vi possono essere mescolati più o meno peli bianchi, ma non si hanno mai macchie bianche salvo, una piccola, sul petto. Il pelo è molto lungo, poco ondulato, forma ciocche, baffi e folte ciglia che però non impediscono la vista. Più lungo sulla testa, sul tronco e le estremità. Di media spessore e simile al tatto a quello della capra. Regolarmente fitto e distribuito in tutto il corpo. Manca il sottopelo e la lana. Gli occhi hanno espressione vivace. Con pelo raso intorno, sono preferibilmente scuri, tondeggianti, di media grandezza, con taglio orizzontale. Le palpebre hanno pigmentazione nera o comunque più scura del mantello. Le orecchie sono inserite in alto. Se intere risultano pendenti. Se tagliate sono erette. Di forma triangolare e di grandezza media, sono sottili e lisce. La testa è robusta, larga, né allungata, né sferica. Canna nasale rettilinea o lievemente concava, corta. Labbra unite, non sovrapposte, sottili, quasi rette. Stop ben marcato. Cranio di lunghezza leggermente superiore alla larghezza, un po' convesso sui due assi centrali, ma non di lato. Assi cranio-facciali divergenti. Le arcate sopraccigliari non sono sporgenti.

## Carattere
Uno dei punti chiave della razza sta nell'equilibrio tra vivacità ed intelligenza che ne caratterizzano il punto di forza caratteriale. Viene utilizzato per la guardia alle greggi dove sfoga il suo istinto di cane da pastore. È un ottimo guardiano del bestiame e ottimo ricercatore dei capi dispersi. Molto riservato con gli estranei. Guardiano e vigile anche nelle ore notturne. Ottimo per la fattoria ma si destreggia bene anche nella vita d'appartamento purché soddisfatto con lunghe passeggiate giornaliere. Affettuosissimo nei confronti del padrone del quale non perde mai la figura di leader.